# Station Ferrière-la-Grande
Station Ferrière-la-Grande is een spoorwegstation in de Franse gemeente Ferrière-la-Grande. Het station is gesloten.